# جان کویل
جان کویل (انگلیسی: John Coyle; ۲۸ سپتامبر ۱۹۳۲ – ۱۴ مهٔ ۲۰۱۶) بازیکن فوتبال اهل اسکاتلند بود.
از باشگاه‌هایی که در آن بازی کرده‌است می‌توان به باشگاه فوتبال برچین سیتی و باشگاه فوتبال داندی یونایتد اشاره کرد.